# Николай (Муравьёв-Уральский)
Архиепи́скоп Никола́й (в миру Влади́мир Миха́йлович Муравьёв-Ура́льский; 21 июля [2 августа] 1882, Екатеринбург, Пермская губерния — 30 марта 1961, Углич, Ярославская область) — епископ Русской православной церкви; епископ Муромский (1933—1934), пребывал на покое.

## Биография
Родился в 1882 году в Екатеринбурге и с 11-летнего возраста прислуживал при богослужениях.
В 1910 году окончил Императорскую Военно-медицинскую академию.
С молодости был знаком с митрополитом Сергием (Страгородским), которого называл «аввой». Будучи «большим идеалистом» и побуждаемый высокими духовными мотивами, принял решение быть постриженным в монашество. По отзывам современников, «это был весёлый, жизнерадостный, энергичный человек, невольно привлекавший к себе своей обаятельностью и своей отзывчивостью к нуждам ближнего».
В 1912 году окончил Санкт-Петербургскую духовную академию со степенью кандидата богословия, был пострижен в монашество и рукоположён в иеромонаха.
Во время Первой мировой войны состоял в должности старшего врача Лазарета во имя Преподобного Серафима Саровского Чудотворца, размещавшегося с 1915 по начало 1917 в стенах Минской духовной семинарии. Был награждён орденом Св. Анны 2-й и 3-й степеней.  08 июля 1916 года награждён орденом святого Владимира IV степени «за отлично усердную службу и труды понесённые во время военных действий». До 1924 года работал врачом в частях Красной Армии и начальником лазарета в Петрограде.
В 1924 году был арестован по делу о православных братствах, приговорён к трём годам лишения свободы. Находился в заключении в Соловецком лагере особого назначения (СЛОН), где работал врачом центрального лазарета 1-го отделения (Соловецкий кремль). В 1927 году освобождён с лишением права проживания в шести центральных губерниях и пограничной полосе сроком на 3 года, затем срок был сокращён на четверть.
В сане архимандрита был настоятелем ставропигиальной Успенской церкви бывшего подворья Киево-Печерской лавры на Васильевском острове в Ленинграде.
29 марта 1931 года в церкви Покрова Божией Матери, что в Красном Селе, в Москве, был рукоположён в епископа Кимрского, викария Калининской епархии. Хиротонию совершали: Заместитель Патриаршего Местоблюстителя митрополит Сергий (Страгородский), Экзарх Украины архиепископ Харьковский Константин (Дьяков), архиепископ Хутынский Алексий (Симанский), епископ Великоустюжский Софроний (Арефьев), архиепископ Суздальский Гурий (Степанов), епископ Дмитровский Питирим (Крылов) и епископ Орехово-Зуевский Иоанн (Соколов).
С марта 1931 по июнь 1932 года был настоятелем подворской Успенской церкви Киево-Печерской лавры. В сентябре 1931 года был арестован и некоторое время (до освобождения) находился в калининской тюрьме.
10 июня 1932 года назначен епископом Рыбинским, викарием Ярославской епархии.
12 мая 1933 года назначен епископом Муромским.
Несмотря на свой титул, жил в Горьком, где 7 марта 1934 года был арестован по делу «евлогиевцев» и приговорён к 10 годам лишения свободы. Работал в больницах по своей специальности, как врач-отоларинголог. Тайно служил и рукополагал в священный сан.
Вновь был арестован 5 ноября 1948 года; приговорён к десяти годам лишения свободы. Заключение отбывал в Дубровлаге. Работая в лагере врачом, всячески стремился облегчить положение других заключённых, особенно священнослужителей, его называли «священноврачом». Около 1954 года был перемещён в Углич, где остался жить после освобождения. В последние годы жизни сблизился с епископом Афанасием (Сахаровым), переписывался с ним и навещал его в Петушках.
В 1961 году возведён в сан архиепископа.
Скончался 30 марта 1961 года в Угличе. Отпевание возглавил епископ Ярославский и Ростовский Никодим (Ротов). Похоронен возле алтаря кладбищенской церкви царевича Димитрия.